# 食浮游生物動物
食浮游生物動物（英語：planktivore）為以浮游生物（包括浮游動物與浮游植物）為食的水生动物，绝大多数是滤食性动物。

## 浮游生物種類

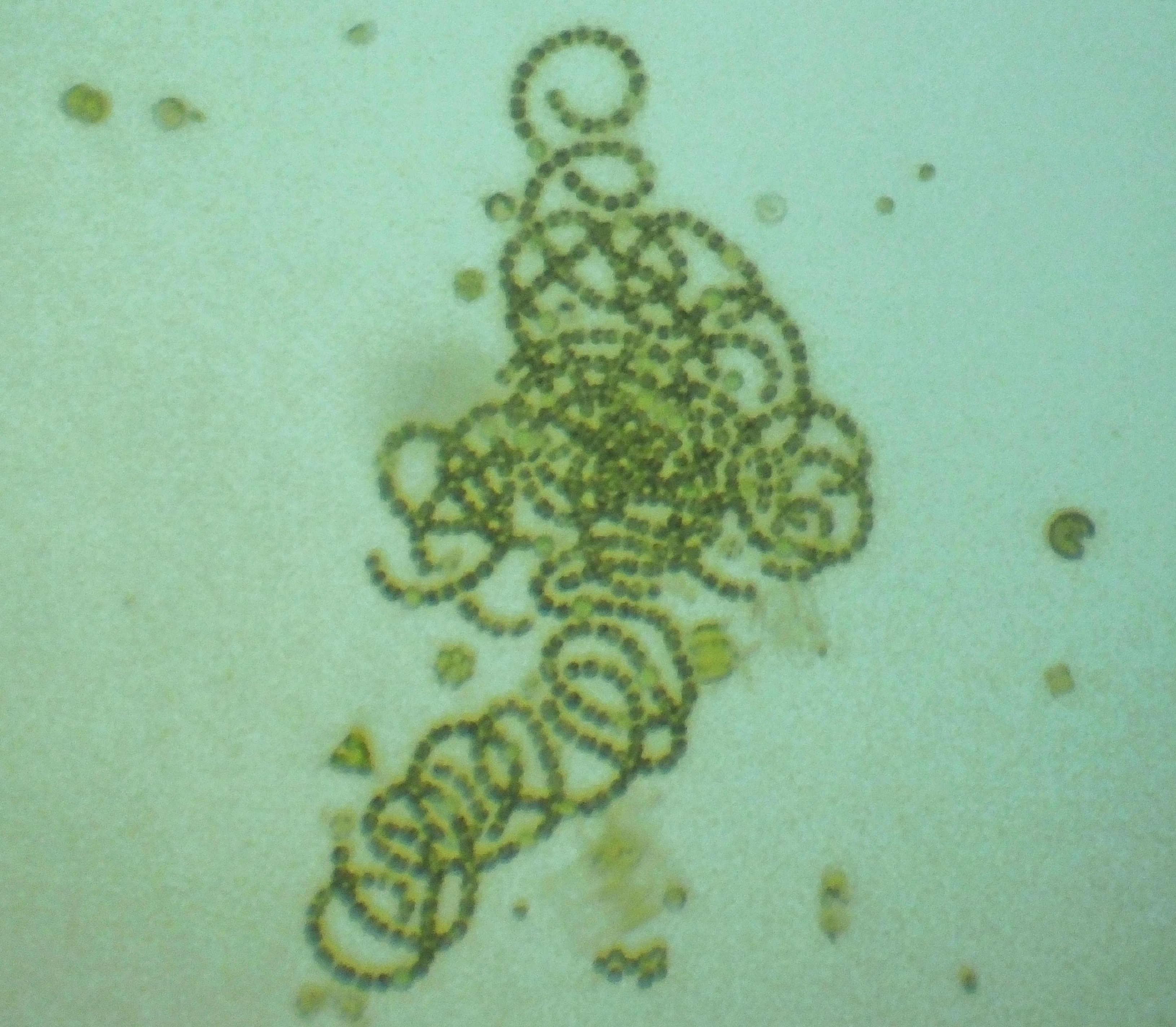
浮游植物

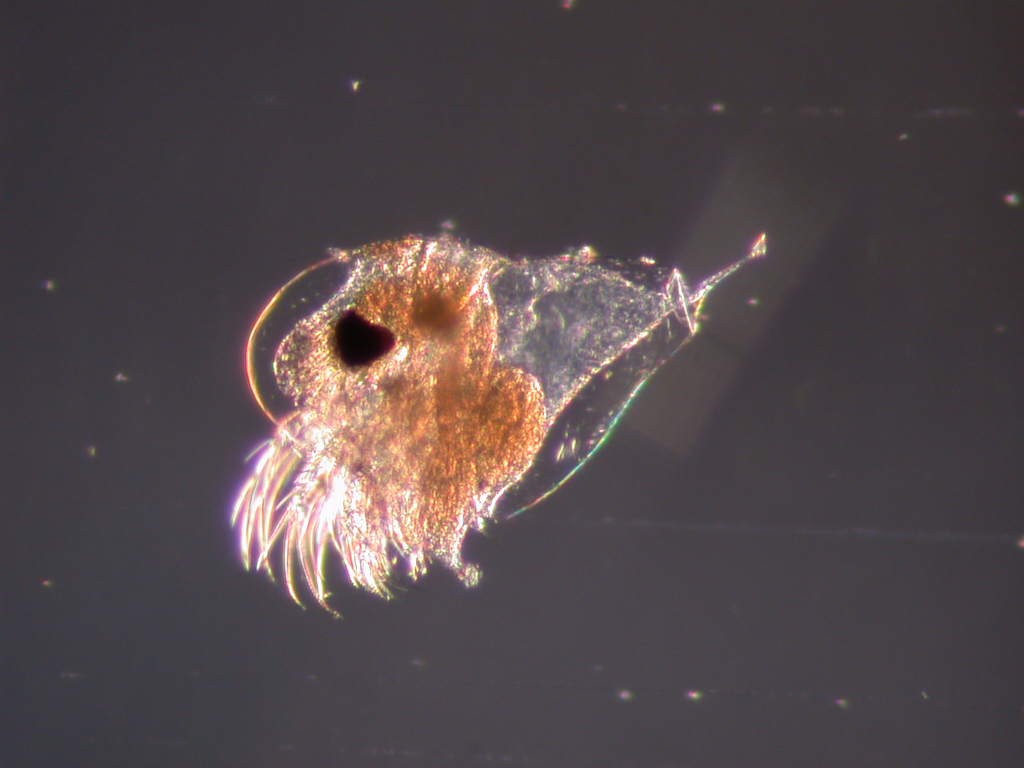
浮游動物

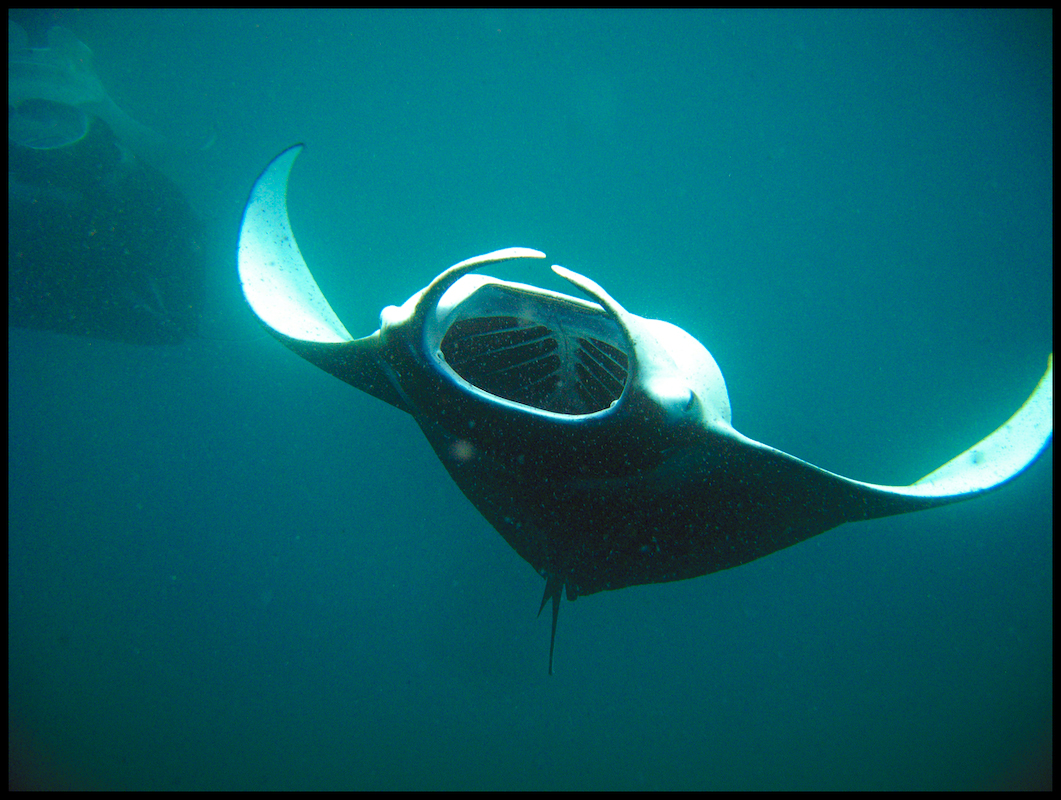
正在濾食浮游生物的鬼蝠魟

浮游植物為可行光合作用的單細胞植物，通常棲息於海洋的表層以利吸收陽光。浮游植物負責供給水中大部分的氧氣並作為其他生物的食物來源。
浮游動物則多為異營生物，有些動物僅有在生命週期的某些階段為浮游動物。

## 食浮游生物動物種類
食浮游生物動物以一種或多種浮游生物為食。霸魚（Titanichthys）為目前已知最早的大型有脊椎海洋食浮游生物動物，習性模式類似現存的姥鯊、鯨鯊與巨口鯊。許多魚類在尚未成熟前也以浮游生物為食。
食浮游生物動物有兩個捕食的方式：吸食或吞食單一浮游生物，或是作為濾食性動物一次捕捉大量浮游生物。濾食性動物在海中游動時能同時利用鰓耙、鯨鬚板等器官過濾海水並將浮游生物留在口中，或是可以透過吸入海水再將這些海水過濾後排出來取得食物（例如珊瑚）。

## 生態學
浮游生物種類屬於較低階的食物鏈營養級。